# Theodor G. Sellner
Theodor G. Sellner (* 5. Januar 1947 in Zwiesel; † 3. März 2025 in Zwiesel) war ein deutscher Glaskünstler.
Theodor G. Sellner war einer der Mitbegründer der Studioglasbewegung. Im Jahr 1974 entstanden erste künstlerisch gestaltete Glasobjekte, die er „vor der Lampe“, also über der offenen Flamme, fertigte. In den 1980er Jahren begann er diese Technik mit der Arbeit am Hüttenofen zu kombinieren und erhielt dafür 1988 ein Patent.

## Biografie
Seine Ausbildung absolvierte Sellner von 1961 bis 1964 an der Fachschule für Glas in Zwiesel. 1974 hatte er die erste Ausstellung seiner Exponate. 1978 und 1979 folgten Studienaufenthalte in Murano bei Aldo Nason, in Mount Vernon (Ohio) bei Robert Coleman, in Corning (New York) am dortigen Corning Glass Center und in Sandefjord bei Jan Erikson. In jene Zeit fielen auch die ersten internationalen Ausstellungen in Annecy und Corning.

## Lehrtätigkeit
Seit 1990 war er Gastdozent am Institut für Werkstoffwissenschaften III der Universität Erlangen unter der Leitung von Heribert Oel. Eine weitere Stelle als Gastdozent bekleidete er seit 1993 an der Georg-Simon-Ohm Fachschule in Nürnberg. Zudem war er Kursleiter im Bildwerk Frauenau und hielt Vorträge in Lwiw an der Akademie der bildenden Künste, in Alma-Ata im Auftrag des dortigen Bildungsministeriums, sowie in Travemünde im Rahmen der 55. Glastechnischen Tagung.
Dazu kam die Teilnahme an internationalen Symposien wie dem World Crafts Council in Wien, ferner in Corning, in Lwiw, in Gus Krustalny (Russland) und in Nový Bor (Tschechien).

## Auszeichnungen
Sellner wurde durch mehrere Auszeichnungen und Preise geehrt:
- Bayerischer Staatspreis, Goldmedaille
- Coburger Glaspreis, Ehrendiplom
- Bayerwald Glaspreis, Ehrendiplom
- Glasstraßenpreis
- Großer Ostbayerischer Kulturpreis der e.on Bayern AG
- Ehrenpreis des Fachbereichs Werkstofftechnik der Georg-Simon-Ohm Fachhochschule Nürnberg

## Patent
Sellner war Inhaber des Patentes Nr. 3316149 mit der Bezeichnung Gegenstand aus Glas und Verfahren zu seiner Herstellung.

## Arbeiten in öffentlichen Sammlungen
| - Coburg, Kunstsammlung der Veste Coburg, - Corning, USA, Corning Museum of Glass, - Darmstadt, Hessisches Landesmuseum, - Düsseldorf, Kunstmusaeum, - Ebeltoft, Dänemark, Glasmuseum, - Erlangen, Universität, - Nürnberg, Fachhochschule, - Glasmuseum Frauenau, - Herne, Emschertalmuseum, - Lausanne, Musee des Arts Dekoratifs, - Mexiko-Stadt, Deutsche Botschaft, - Regensburg, Museum der Stadt Regensburg, - Rheinbach Glasmuseum, - Rotterdam, Museum Boymans van Beuningen, | - Wertheim, Glasmuseum, - Wien, Sammlung Lobmayr, - Paris, Musee des Arts Decoratifs, - Wagga-Wagga, Australien, Wagga-Wagga City Art Gallery, - Immenhausen, Glasmuseum, - Gus Krustalny, Russland, Glasmuseum, - Lwiw, Ukraine, Nationalmuseum der Ukraine, - Stuttgart, Württembergisches Landesmuseum, - Baierbrunn, Flaconmuseum Drom, - Madrid, Museo de Arte en Vitrio de Alcorcon, Castillo de San Jose de Valderas, - Herding, Alter Hof, Glasmuseum Ernesting Stiftung, - Hengersberg, Ostbayerische Kunstsammlung, - Novy Bor, Tschechien, Glasmuseum, - Theuern, Industriemuseum. |

## Ausstellungen
Sellner hatte zahlreiche Einzelausstellungen unter anderen in
| - Kanazawa, Japan, international exhibition of glass, - Frauenau, Glasmuseum Friedenswächter, - Regensburg, Museum der Stadt, - Bonn, Haus der Bayerischen Landesvertretung, - Wien, Stammhaus Lobmayr, - Coburg, Veste, Coburger Glaspreis Ehrendiplom, - Corning, USA, The Corning Museum of Glass, New Glass, - Toledo, USA, The Toledo Museum of Art, New Glass, - Annecy, Musee Chateau d’ Annecy, - Washington, USA, Renwick Gallery of the National Coll of Fine Arts, - New York, The Metropolitan Museum of Art New Glass, - Essener Glasgalerie, Erwin Eisch – Theodor G. Sellner, | - San Francisco, International Airport, - London, Victoria and Albert Museum, - Tokyo, Seibu Museum, - Lausanne, Galerie Bellefontaine, - Chicago, Kunstmesse Chicago, Galerie Bergmann, - Paris, Park floral de la Paris, le verre grandeur nature, - Montreux, La Maison Visinant, Galerie du Port, - Moskau, Art Glass Exhibition, - Wien, Galerie Klute, Wegzeichen, - Frankfurt, Kunstmesse, Galerie Gottschalk-Betz, - New York, Miller Gallerys, - Venedig, Zitelle Centre Culturale, Transparenze d’Àrte a Venezia. |